# Prawica Narodowa
Prawica Narodowa – polskie tradycjonalistyczno-konserwatywne stowarzyszenie, a następnie partia polityczna o profilu narodowym, chrześcijańskim i konserwatywnym.

## Historia
Stowarzyszenie zarejestrowane zostało 12 kwietnia 1995. Jego założycielem był Krzysztof Kawęcki, a przewodniczącym rady naczelnej ugrupowania i twórcą jego programu ideowego Jacek Bartyzel. Głównym deklarowanym celem stowarzyszenia było propagowanie teologii i filozofii katolickiej.
15 grudnia 1995 Prawica Narodowa stała się partią polityczną. W styczniu 1996 współtworzyła konfederacyjne ugrupowanie Obóz Patriotyczny. Była jednym z sygnatariuszy deklaracji powołującej Akcję Wyborczą Solidarność. W wyborach parlamentarnych w 1997 partia wystartowała do Sejmu z listy AWS, wprowadzając jednego posła (rekomendowanym przez partię parlamentarzystą był Marek Biernacki). W 1997 partia weszła w skład Ruchu Społecznego AWS.